# إلياس بافليديس
إلياس بافليديس (مواليد 4 مايو 1978) هو ملاكم يوناني، مثّل بلاده في الألعاب الأولمبية الصيفية في دورتي 2004 و2008.

## روابط خارجية
إلياس بافليديس على موقع اللجنة الأولمبية الدولية (الإنجليزية)
- إلياس بافليديس على موقع أوليمبيديا (الإنجليزية)